# Urophora lopholomae
Urophora lopholomae är en tvåvingeart som beskrevs av White och Valery Korneyev 1989. Urophora lopholomae ingår i släktet Urophora och familjen borrflugor. Inga underarter finns listade i Catalogue of Life.